# Efecto mercado interno
El efecto mercado interno es una hipotética razón explicativa de la concentración de determinadas industrias en mercados grandes. El concepto forma parte de la nueva teoría del comercio y se deriva de modelos que incorporan rendimientos de escala y costes de transporte. Cuando existen rendimientos de escala que hacen más barato para una empresa producir en una única localización, la empresa se situará en el mercado donde se concentra la mayor parte de la demanda de su producto, reduciendo así los costes de transporte.   El resto de mercados se abastecerían a través de exportaciones. El efecto mercado interno implica de esta forma una relación entre tamaño del mercado y exportaciones que no es identificada por los modelos tradicionales basados en el concepto de ventaja comparativa.
El efecto mercado interno fue propuesto por Corden y posteriormente desarrollado por Paul Krugman en 1980.